# Фотіні Папарига
Фотіні Папарига (грец. Φωτεινή Παπαρήγα) — грецький перекладач, педагог, літературознавець.

## Життєпис
У 2012 році здобула ступінь доктора філософії — за дослідження перекладів Наноса Валаорітіса (грецького поета діаспори).
Викладає французьку мову та перекладає для грецьких видавництв твори класиків і сучасних письменників.

## Творчість
Серед опублікованих перекладів із французької: Домінік Роллін «Journal amoureux», Жан-Пьєр Аметт «La maîtresse de Brecht», Квентін Дебрей «L'impatiente de Freud», Жан Кокто «Le tour du monde en 80 jours» («Навколо світу за 80 днів»), Нанос Валаорітіс «Terre de Diamant».
Автор численних наукових публікацій у грецьких літературних журналах.
У 1996—2011 роках була членом редакційної колегії популярного журналу «Mandragoras».

## Відзнаки
Лауреат Міжнародної літературно-мистецької премії імені Пантелеймона Куліша (2016).